# Corso Salani
Corso Salani (Firenze, 9 settembre 1961 – Roma, 16 giugno 2010) è stato un regista, sceneggiatore e attore italiano.

## Biografia

Corso Salani a destra insieme a David Zard in una scena del film Il muro di gomma.

Diplomatosi presso l'Istituto di Scienze Cinematografiche di Firenze nel 1984, esordisce come regista lo stesso anno con il cortometraggio Zelda, ambientato sull'isola di Capraia. L'anno dopo, nel 1985, scrive il soggetto e dirige il videoclip del brano Guerra dei Litfiba. Trasferitosi a Roma, è assistente alla regia di Carlo Mazzacurati sul set di Notte italiana (1987), e nel 1989 realizza il proprio primo lungometraggio, Voci d'Europa, premiato al RiminiCinema. Intraprende anche la carriera di attore, pur tenuta sempre secondaria rispetto a quella privilegiata di regista; molta popolarità, tuttavia, gli darà il ruolo del giornalista Rocco Ferrante nel Muro di gomma (1991) di Marco Risi, dedicato alla strage di Ustica.
Del 1989 è anche il documentario dedicato alla rivoluzione romena, intitolato Eugen si Ramona. Firma quindi i lungometraggi Gli ultimi giorni (1991), in cui è anche attore, e Gli occhi stanchi (1995). Nei film, sceneggiati insieme a Monica Rametta, Salani interpreta sempre, nello stile morettiano, il protagonista maschile in una sorta di alter ego, di nome Alberto, che rappresenta anche il suo punto di vista sulla storia; in una scena de Gli occhi stanchi, tuttavia, uno degli attori si rivolge a lui come «Corso» invece che «Alberto», scena poi volutamente non tagliata e lasciata in produzione. 
Nel 1998 è autore del documentario Cono Sur, girato fra la Terra del fuoco e Buenos Aires, e premiato al San Benedetto Doc Filmfest del 1999. Particolarmente rilevante nell'opera di Salani è l'incontro in questo periodo con l'attrice Paloma Calle, che diventerà vera e propria musa per il regista e protagonista di ben quattro dei suoi lungometraggi.
Fra il 1995 e il 1999 è anche docente all'Universidad del Cine di Buenos Aires e all'Accademia di Lingua e Letteratura Italiana di Varsavia.
Tra il 2006 e il 2007 cura l'esalogia di film dal titolo Confini d'Europa, serie di sei lungometraggi dedicati ad zone poco conosciute sotto il profilo turistico, ma delle quali cerca di mostrare il fascino e la poetica, indagando al contempo l'umanità delle persone incontrate, usando anche, di volta in volta, l'occhio e il punto di vista di un'attrice, che funge da Virgilio femminile nell'opera. Il terzo lungometraggio, Imatra, viene pubblicato anche in versione estesa con un prologo dal titolo Frammenti di un amore, e vince il Premio speciale della giuria Ciné Cinéma al Festival di Locarno del 2007 e la nomination al Pardo d'oro. Nel 2008 affianca Ilaria Occhini nel film Mar nero.
Salani muore improvvisamente a 48 anni a causa di un infarto cardiaco, la sera del 16 giugno 2010, mentre passeggia con la moglie sul lungomare del quartiere romano di Ostia. In occasione della sua morte, il quotidiano La Stampa ne ha riassunto così lo stile: «la cifra stilistica del suo cinema è la commistione fra documentario e finzione, osservazione della realtà e rielaborazione poetica, reportage d'autore e cinema narrativo: temi centrali sono il viaggio come mezzo programmatico di spaesamento e l'incomunicabilità, resa attraverso lo straniamento linguistico fra i personaggi di nazionalità diverse».
Nel 2011 il festival Alabarda d'oro gli conferisce un premio alla memoria. Nel 2014 è pubblicato postumo il romanzo/diario scritto da Salani durante la lunga lavorazione del suo ultimo film, Mirna, edito da Goware. Nel 2021 la Rai gli dedica una doppia retrospettiva notturna, trasmettendo su Rai 3 l'esalogia di Confini d'Europa e il cortometraggio Danilo, girato proprio per la serie Rai Passione mia alla fine degli anni '80.

## L'associazione Corso Salani
A novembre 2010 si è costituita l'associazione Corso Salani, con il compito di restaurare, conservare e divulgare l'opera del regista toscano. A gennaio 2011 l'associazione, presieduta dalla moglie Margherita Salani, ha istituito in collaborazione con il Trieste Film Festival il Premio Corso Salani, dedicato al miglior progetto indipendente.

## Filmografia

### Regista

#### Lungometraggi
- Voci d'Europa (1989)
- Gli ultimi giorni (1992)
- Gli occhi stanchi (1995)
- Cono sur (1999)
- Occidente (2000)
- Corrispondenze private (2002)
- Palabras (2003)
- Tre donne in Europa (2004)
- C'è un posto in Italia (2005) - documentario
- Il peggio di noi (2006) - documentario
- Confini d'Europa
  - Ceuta e Gibilterra (2006)
  - Rio de onor (2006)
  - Imatra (2007)
  - Talsi (2007)
  - Chisinau (2007)
  - Yotvata (2007)
- Mirna (2009)
- I casi della vita (2010)

#### Cortometraggi
- Zelda (1984)
- Danilo (1985; pubblicato nel 1990)
- Eugen si Ramona (1989)
- Tracce (2007)

Videoclip
- Der Krieg (Guerra), Litfiba (1985)

### Attore

#### Cinema
- Voci d'Europa (1989)
- La settimana della Sfinge, regia di Daniele Luchetti (1990)
- Il muro di gomma, regia di Marco Risi (1991)
- Cinecittà... Cinecittà, regia di Renzo Badolisani (1992)
- Gli ultimi giorni, regia di Corso Salani (1992)
- Nel continente nero, regia di Marco Risi (1992)
- La fine è nota, regia di Cristina Comencini (1993)
- Cuori al verde, regia di Giuseppe Piccioni (1996)
- La vita altrui, regia di Michele Sordillo (2000)
- Occidente, regia di Corso Salani (2000)
- Corrispondenze private, regia di Corso Salani (2002)
- Palabras, regia di Corso Salani (2003)
- L'ospite segreto, regia di Paolo Modugno (2003)
- Il vento, di sera, regia di Andrea Adriatico (2004)
- Segretario particolare, regia di Nicola Molino (2007)
- Piano, solo, regia di Riccardo Milani (2007)
- All'amore assente, regia di Andrea Adriatico (2007)
- La rabbia, regia di Louis Nero (2008)
- Mar nero, regia di Federico Bondi (2008)
- L'amore buio, regia di Antonio Capuano (2010)

#### Televisione
- Il conto Montecristo, regia di Ugo Gregoretti – miniserie TV (1997)
- Il mostro di Firenze – miniserie TV (2009)
- Un caso di coscienza – serie TV, episodio 4x02 (2009)